# Trichonius
Trichonius es un género de escarabajos longicornios de la tribu Acanthocinini.

## Especies
- Trichonius affinis Monne & Mermudes, 2008
- Trichonius atlanticus Monne & Mermudes, 2008
- Trichonius bellus Monne & Mermudes, 2008
- Trichonius fasciatus Bates, 1864
- Trichonius griseus Monne & Mermudes, 2008
- Trichonius inusitatus Monné M. L. & Monné M. A., 2012
- Trichonius minimus Monne & Mermudes, 2008
- Trichonius picticollis Bates, 1864
- Trichonius quadrivittatus Bates, 1864
- Trichonius w‑notatus Nascimento & al., 2020